# Spinnamento dello squalo

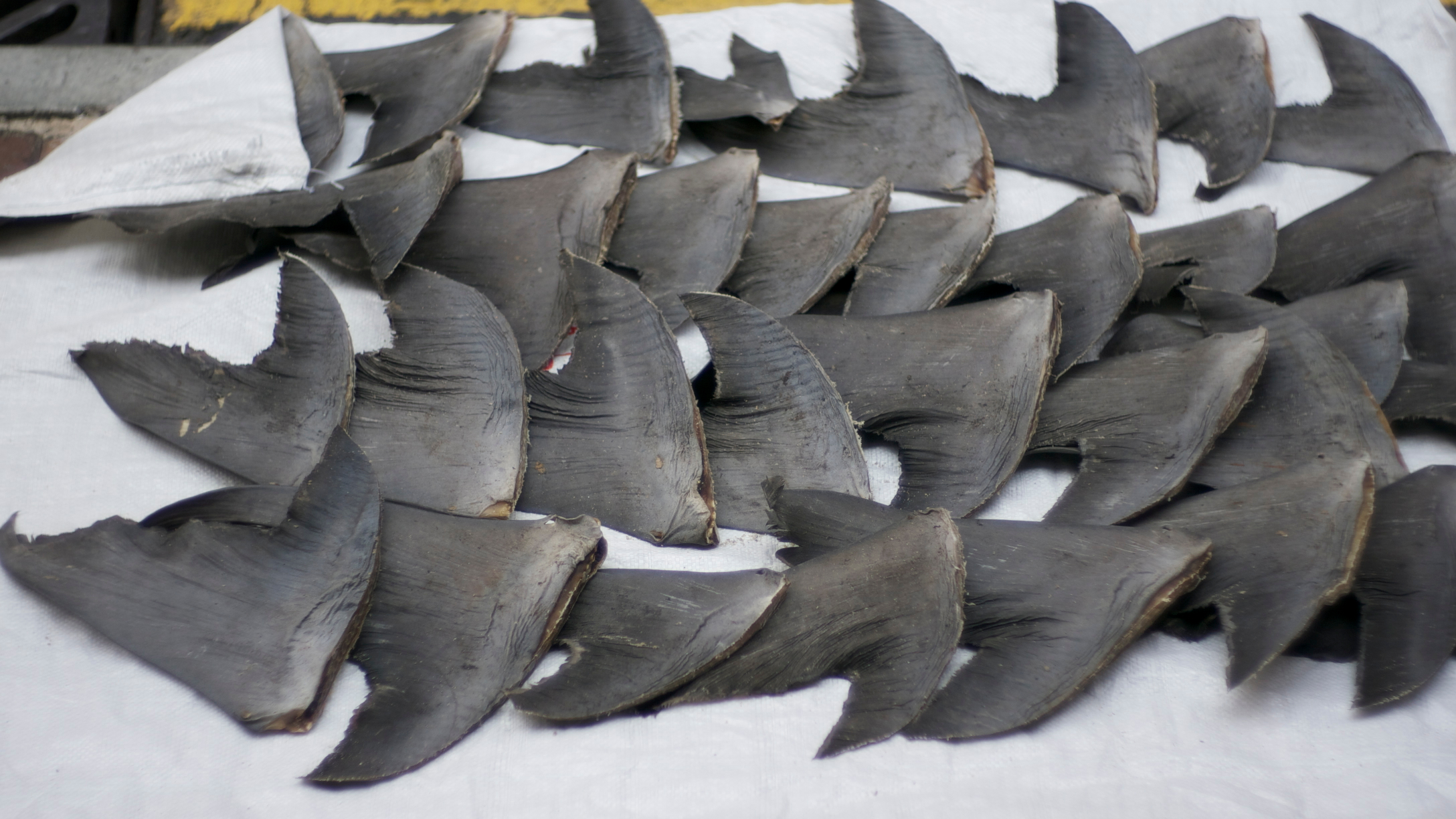
Pinne di squalo

Lo spinnamento dello squalo (in inglese shark finning) è una pratica che consiste alla rimozione delle pinne dagli squali, spesso mentre l'animale è ancora vivo.
Dopo essere stati pescati e spinnati, gli squali a volte vengono rigettati in mare ancora vivi ma senza le pinne. Incapace di nuotare in modo efficace a causa dell'assenza delle pinne che sono loro fondamentali nei movimenti e per dare direzionalità mentre nuotano, gli squali sprofondano nei fondali marini dell'oceano e muoiono per soffocamento o vengono mangiati da altri predatori.
Lo spinnamento dello squalo in mare consente ai pescherecci di incrementare i profitti e la redditività e di aumentare il numero di squali raccolti, poiché devono solo immagazzinare e trasportare le pinne, di gran lunga la parte più costosa dello squalo; la carne di squalo è ingombrante da trasportare e poco redditizia nella vendita rispetto alle pinne. Alcuni paesi hanno vietato questa pratica rendendola illegale e richiedono che l'intero squalo venga riportato sulla terraferma dopo la pesca prima di rimuovere le pinne.

Schema delle pinne che vengono rimosse durante il "finning"

Lo spinnamento degli squali è in aumento dal 1997 in gran parte a causa della crescente domanda dello stesso per la zuppa di pinne di squalo e medicinale per le cure tradizionali, in particolare in oriente e in Cina, e come risultato del miglioramento delle tecniche di pesca e dell'economia di mercato. Il gruppo degli specialisti dello squalo dell'Unione internazionale per la conservazione della natura afferma che il fenomeno è molto diffuso e che "il commercio di pinne di squalo in rapida espansione e in gran parte non regolamentato rappresenta una delle più gravi minacce alle popolazioni di squali in tutto il mondo". Stime sul valore globale del commercio di pinne di squalo si attestano su cifre che vanno da $ 540 milioni a $ 1,2 miliardi (dati del 2007). Le pinne di squalo sono tra i prodotti ittici più costosi, in genere si vendono al dettaglio a $ 400 USD per kg. Negli Stati Uniti, dove lo spinnamento è vietato, alcuni acquirenti considerano lo squalo balena e lo squalo elefante come animale da trofeo e pagano da $ 10.000 a $ 20.000 per una pinna.
La pesca globale regolamentata di squali segnalata all'Organizzazione delle Nazioni Unite per l'alimentazione e l'agricoltura è stata stabile negli ultimi anni, con una media annua di poco superiore alle 500.000 tonnellate. Si ritiene inoltre che il dato sia sottostimato a causa della pesca di frodo che è assai comune.